# Ne már (Így jártam anyátokkal)
A Ne már az Így jártam anyátokkal című televízió-sorozat első évadának szezonzáró, huszonkettedik epizódja. Eredetileg 2006. május 15-én vetítették, míg Magyarországon 2008. október 31-én.
Ebben az epizódban Ted mindent bevet, hogy összejöhessen Robinnal; mindeközben Marshall és Lily kapcsolata komoly megpróbáltatáson megy át. 

## Cselekmény
Most, hogy Ted már a szíve mélyén úgy érzi, össze akar jönni Robinnal, kész bármire, hogy ez sikerüljön. Barney szerint ez egy nagyon rossz ötlet, de Ted, aki az Univerzum jeleiben hisz, azt mondja, csak egyszer fog próbálkozni, és ha nem sikerül, belátja, hogy nem egymásnak valók. Virágokkal, csokoládéval, és kék hangszereken játszó rezesbandával kedveskedik, de Robin nem ad a gesztusára egyértelmű választ. Ugyanis csapatépítő tréningre megy a Metro News 1-nal,és Sandy Rivers, aki már nem dolgozik a csatornánál, ismét randira hívta őt. Ted leteremti Robint, amiért nem hajlandó foglalkozni a valódi érzéseivel; majd ezután megszegi saját ígéretét, és újra próbálkozik, ezúttal esőtáncot járva. Barney egyik korábbi barátnőjétől megtudja, hogyan kell azt járni, s meglepő módon működik is. Az eső miatt elmarad az út, Robin nem megy sehová, hanem Ted megy el a lakásához, és végül összejönnek.
Ezzel szemben Marshall épp az ellenkezőjét tapasztalja meg a dolgoknak, mint Ted. Miután megtudta, hogy Lily egy ösztöndíjjal San Franciscóba utazhatna, úgy érzi, veszélyben a kapcsolatuk. Folyamatosan vitatkoznak, és végül Lily is bevallja, hogy bár az esküvőig csak egy hét lenne hátra, ő mégis inkább elmenne. A hosszú vitáik esetére kifejlesztették a "szünet gombot", azaz ideiglenesen fel tudják függeszteni a vitát, ami ideig-óráig működik csak.
Jövőbeli Ted az eseményeket úgy kommentálja, hogy bár New York ugyanaz maradt, egyetlen éjszaka alatt mégis minden megváltozott. A jókedvű Ted a ház előtt találja Marshallt, aki a lépcsőn ül szomorúan – Lily elutazott, lemondta az esküvőt, és szakított is vele.

## Kontinuitás
- Ebben az epizódban is történik utalás a kék kürtre, amit Ted egy étteremből lopott el Robin kedvéért "A kezdetek" című részben.
- Sandy megemlíti, amit a "Mary, az ügyvédbojtár" című részben is, hogy a reggeli hírekben felolvassa az aznapi lapok cikkeit.
- Lily "A tej" című epizódban fedezte fel, hogy az ösztöndíjjal kapcsolatos döntésének következményei lesznek.
- Robin Lokális Állami Média Aranya (LÁMA) ott lóg a lakásában a falon.

## Jövőbeli visszautalások
- Lily és Marshall újra összejönnek a "Swarley" című részben.
- "A pofogadás" című részben Robin megemlíti, hogy Ted előtt az utolsó férfi az életében Derek volt – ami az epizód történései alapján igaz.
- Penelope szerint ő és Barney kétszer szexeltek a kocsijában, csakhogy az "Arrivederci, Fiero" című rész szerint egyáltalán nem tud vezetni (bár ettől még autója lehetett). Később, "A költözés" című részre, úgy tűnik, már uralni tudja a félelmét.
- "A Shelter-sziget" című részben Robin megjegyzi, hogy Ted esőtáncot lejtett neki.
- Barney mesél egy technikáról, amiben úgy szexelni egy lánnyal, hogy előtte nem visel az illető semmilyen ruhát, csak tejszínhabot a megfelelő részeken, nem működik (bár egyszer sikerült, kezdi el mesélni). Ez nagyon hasonló "A pucér pasi" technikájához.
- A "Rossz hír" című részben Sandy Robin felettese lesz.
- A "Basszgitáros kerestetik" című részben Marshall és Lily ismét használják a "szünet-gombot", majd a "Szünet ki" című részben tovább vitatkoznak Marshall bírói állása miatt. Marshall ekkor megjegyzi, hogy hét év elteltével sem tudta megbocsátani azt, hogy Lily akkor elhagyta őt.

## Érdekességek
- Mikor Robin Teddel beszélget az ablakon keresztül, a haja nem vizes teljesen, de amikor behúzza a fejét, már csurom vizes.
- Neil Patrick Harris sírt, mikor először látta az epizódot.
- Josh Radnor és Jason Segel panaszkodtak, mert a forgatás során használt víz jéghideg volt. Abban a jelenetben, amikor Ted felnéz Robinra az ablakos jelenetben, a hideg víz szabályosan szúrta Radnor szemét.
- Három szereplő is játszott az Angel című sorozatban. Alyson Hannigan, a Penelopét játszó Amy Acker, és a Sandy Riverst játszó Alexis Denisof.

## Vendégszereplők
- Amy Acker – Penelope
- Suzanne Ford – állatorvos
- Alexis Denisof – Sandy Rivers
- Robert Michael Morris – Lou
- Mark Gagliardi – zenekarvezető

## Zene
- Bloc Party – This Modern Love